# The Mask of Dimitrios
The Mask of Dimitrios é um filme policial noir estadunidense de 1944 dirigido por Jean Negulesco. O roteiro de Frank Gruber é baseado em livro de Eric Ambler de 1939, que nos Estados Unidos foi publicado como A Coffin for Dimitrios. Foi o primeiro filme de Zachary Scott após assinar com a Warner Bros. Pictures.

## Elenco
- Sydney Greenstreet...Senhor Peters
- Zachary Scott...Dimitrios Makropoulos
- Faye Emerson...Irana Preveza
- Peter Lorre...Cornelius Leyden
- Victor Francen...Wladislaw Grodek
- Steven Geray...Karol Bulic
- Florence Bates...Madame Elise Chavez
- Eduardo Ciannelli...Marukakis
- John Abbott...Senhor Pappas
- Monte Blue...Abdul Dhris

## Produção
O livro foi publicado em 1939 e os direitos para cinema foram adquiridos pela Warner Bros. O roteiro seria assinado por A.I. Bezzerides com Henry Blanke para a produção e Nancy Coleman e Helmut Dantine como protagonistas. Coleman não gostou do papel e Faye Emerson a substituiu.  Dantine foi contratado para outro filme e Zachary Scott, que tinha impressionado ao atuar na Broadway na peça Those Endearing Young Charms, entrou em seu lugar.

## Recepção
O crítico do New York Times Bosley Crowther deu ao filme uma resenha mista, escrevendo (em tradução livre,como as demais): "Ao contar a história picaresca de um escritor de mistério em perseguição a um vagabundo levantino cuja carreira de crimes nos Balcãs estimulara sua imaginação, o filme chafurda profundamente em discurso e flashbacks tediosamente banais...É claro que os químicos da Warner espalharam alguma atmosfera assustadora dentro do filme e foram muito liberais imaginando cenários de assombrações internacionais mergulhando nos Balcãs...Esse tipo de melodrama mundano requer refinamento e estilo cinematográfico, mas o roteiro e direção do filme o traem com uma abordagem bastante desajeitada, convencional".
A resenha do Channel 4 afirma que "o filme promete mais ação do que a mostrada, mas existem oportunidades para a fina interpretação de Lorre e, especialmente, Greenstreet como um mestre vigarista. Atmosfera cinematográfica e o roteiro intrigante tornam o filme um exemplar de filme noir com um elenco imensamente divertido".
TV Guide classifica o filme de "Um dos grandes clássicos dos filmes noir da década de 1940: The Mask of Dimitrios não conta com 'superstars', apenas finos talentos em uniformidade, um magnífico roteiro cheio de sutis intrigas e surpresas, e a direção excitante de Negulesco. É uma corda-bamba todo o tempo".

## Adaptação
The Mask of Dimitrios foi adaptado para um episódio do programa de rádio The Screen Guild Theater que foi ao ar em 16 de abril de 1945, com Greenstreet e Lorre reprisando os papéis.

## Inspirações históricas
O personagem Dimitrios Makropoulos do livro de Ambler foi baseado um pouco na carreira inicial do traficante de armas Sir Basil Zaharoff.
A tentativa de assassinato envolvendo Dimitrios foi baseado no atentado contra Aleksandar Stamboliyski, primeiro-ministro da Bulgária. O atentado fracassado aconteceu em 2 de fevereiro de 1923, sexta-feira; Stamboliyski sobreviveu mas acabou assassinado em 14 de junho do mesmo ano.